# Azerbaiyán en los Juegos Olímpicos de Sochi 2014
Azerbaiyán estuvo representado en los Juegos Olímpicos de Sochi 2014 por tres deportistas, dos hombres y una mujer, que compitieron en dos deportes.
El equipo olímpico azerbaiyano no obtuvo ninguna medalla en estos Juegos.